# Universidad del Miño

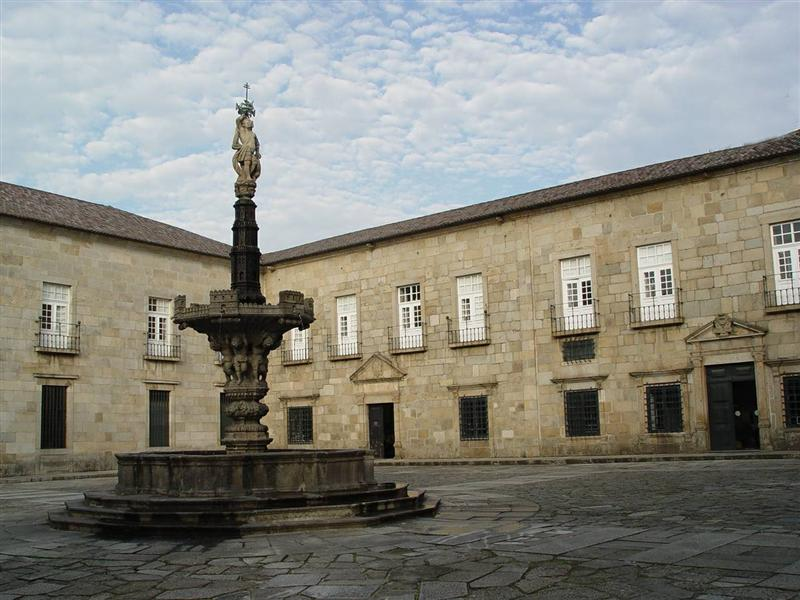
Rectorado en Largo do Paço.

La Universidad del Miño, Universidade do Minho en portugués, es una institución de enseñanza superior pública que forma parte del grupo de nuevas universidades portuguesas. Dispone de cuatro campus diferenciados en Braga y otro en Guimaraes.
Los diferentes espacios en Braga son: Largo do Paço donde se encuentran el rectorado y otros edificios de gobierno, Campus de Gualtar donde se encuentran gran parte de las Escuelas, la Escuela Superior de Enfermería se encuentra en el Edifício dos Congregados y las Escuelas de Arquitectura e Ingeniería en el Campus de Azurém en Guimaraes.
Las escuelas e institutos existentes son:
- Escuela de Arquitectura, Arte y Diseño
- Escuela de Ciencias
- Escuela de Medicina
- Escuela de Derecho
- Escuela de Economïa y Gestión
- Escuela de Ingeniería
- Escuela de Letras, Artes y Ciencias Humanas
- Escuela de Psicología
- Escuela Superior de Enfermería
- Instituto de Ciencias Sociales
- Instituto de Educación
- Instituto de Investigação I3Bs

Además incluye un grupo de unidades culturales entre las que se encuentran:
- Archivo del distrito de Braga
- Biblioteca Pública de Braga
- Casa Museo de Monção
- Centro de Estudios Lusíadas
- Museo Nogueira da Silva
- Unidad de Arqueología
- Unidad de Educación de Adultos